# 策尔比希
策尔比希（德語：Zörbig，發音：[ˈtsœʁbɪç] ⓘ）是德国萨克森-安哈尔特州安哈尔特-比特费尔德县的城市，面积113.68平方千米，2023年12月31日人口为9,086人。